# Saint-Pierre-d'Albigny
Saint-Pierre-d'Albigny és un municipi francès situat al departament de la Savoia i a la regió d'Alvèrnia-Roine-Alps. L'any 2007 tenia 3.678 habitants.

## Demografia

### Població
El 2007 la població de fet de Saint-Pierre-d'Albigny era de 3.678 persones. Hi havia 1.441 famílies de les quals 445 eren unipersonals (193 homes vivint sols i 252 dones vivint soles), 424 parelles sense fills, 460 parelles amb fills i 112 famílies monoparentals amb fills.
La població ha evolucionat segons el següent gràfic:
Habitants censats

### Habitatges
El 2007 hi havia 1.777 habitatges, 1.506 eren l'habitatge principal de la família, 154 eren segones residències i 117 estaven desocupats. 1.165 eren cases i 591 eren apartaments. Dels 1.506 habitatges principals, 921 estaven ocupats pels seus propietaris, 526 estaven llogats i ocupats pels llogaters i 59 estaven cedits a títol gratuït; 31 tenien una cambra, 166 en tenien dues, 291 en tenien tres, 418 en tenien quatre i 599 en tenien cinc o més. 1.080 habitatges disposaven pel capbaix d'una plaça de pàrquing. A 644 habitatges hi havia un automòbil i a 650 n'hi havia dos o més.

### Piràmide de població
La piràmide de població per edats i sexe el 2009 era:
| Homes | Edats   | Dones |
| ----- | ------- | ----- |
| 0     | 95 o +  | 8     |
| 8     | 90 a 94 | 8     |
| 20    | 85 a 89 | 44    |
| 20    | 80 a 84 | 44    |
| 68    | 75 a 79 | 100   |
| 60    | 70 a 74 | 72    |
| 64    | 65 a 69 | 100   |
| 64    | 60 a 64 | 52    |
| 100   | 55 a 59 | 68    |
| 144   | 50 a 54 | 124   |
| 116   | 45 a 49 | 148   |
| 80    | 40 a 44 | 100   |
| 112   | 35 a 39 | 84    |
| 124   | 30 a 34 | 104   |
| 132   | 25 a 29 | 112   |
| 84    | 20 a 24 | 84    |
| 124   | 15 a 19 | 132   |
| 116   | 10 a 14 | 92    |
| 80    | 5 a 9   | 124   |
| 84    | 0 a 4   | 72    |

## Economia
El 2007 la població en edat de treballar era de 2.319 persones, 1.724 eren actives i 595 eren inactives. De les 1.724 persones actives 1.571 estaven ocupades (864 homes i 707 dones) i 153 estaven aturades (67 homes i 86 dones). De les 595 persones inactives 216 estaven jubilades, 192 estaven estudiant i 187 estaven classificades com a «altres inactius».

### Ingressos
El 2009 a Saint-Pierre-d'Albigny hi havia 1.587 unitats fiscals que integraven 3.783 persones, la mediana anual d'ingressos fiscals per persona era de 18.987 €.

### Activitats econòmiques
Dels 181 establiments que hi havia el 2007, 3 eren d'empreses extractives, 6 d'empreses alimentàries, 2 d'empreses de fabricació de material elèctric, 10 d'empreses de fabricació d'altres productes industrials, 19 d'empreses de construcció, 46 d'empreses de comerç i reparació d'automòbils, 9 d'empreses de transport, 11 d'empreses d'hostatgeria i restauració, 5 d'empreses financeres, 14 d'empreses immobiliàries, 19 d'empreses de serveis, 23 d'entitats de l'administració pública i 14 d'empreses classificades com a «altres activitats de serveis».
Dels 50 establiments de servei als particulars que hi havia el 2009, 1 era una oficina d'administració d'Hisenda pública, 1 gendarmeria, 1 oficina de correu, 3 oficines bancàries, 3 tallers de reparació d'automòbils i de material agrícola, 1 taller d'inspecció tècnica de vehicles, 2 autoescoles, 2 paletes, 5 guixaires pintors, 7 fusteries, 1 lampisteria, 4 electricistes, 5 perruqueries, 1 veterinari, 4 restaurants, 8 agències immobiliàries i 1 saló de bellesa.
Dels 21 establiments comercials que hi havia el 2009, 1 era un supermercat, 1 una botiga de menys de 120 m², 3 fleques, 3 carnisseries, 1 una llibreria, 3 botigues de roba, 2 botigues d'equipament de la llar, 1 una sabateria, 1 un drogueria, 1 una joieria i 4 floristeries.
L'any 2000 a Saint-Pierre-d'Albigny hi havia 57 explotacions agrícoles que ocupaven un total de 310 hectàrees.

## Equipaments sanitaris i escolars
El 2009 hi havia 1 hospital de tractaments de curta durada, 1 hospital de tractaments de mitja durada (seguiment i rehabilitació), 1 un hospital de tractaments de llarga durada i 1 farmàcia.
El 2009 hi havia 1 escola maternal i 2 escoles elementals. Saint-Pierre-d'Albigny disposava d'un col·legi d'educació secundària amb 422 alumnes.

## Poblacions més properes
El següent diagrama mostra les poblacions més properes.